# Coppa d'Asia AFC Under-22 2014
La Coppa d'Asia AFC Under-22 2014 (in inglese 2014 AFC Under-22 Asian Cup) è stata la prima edizione del torneo organizzato dalla Asian Football Confederation. La fase finale si è svolta in Oman dall'11 al 26 gennaio 2014; in un primo tempo le date previste erano quelle dal 23 giugno al 7 luglio 2013.

L'Iraq ha vinto il trofeo, battendo in finale l'Arabia Saudita.

Potevano partecipare al torneo solo i giocatori nati a partire dal 1º gennaio 1991.

## Qualificazioni
Il sorteggio per la fase a gironi delle qualificazioni si è svolto a Kuala Lumpur, in Malaysia, il 14 febbraio 2012. Alle qualificazioni hanno partecipato 41 squadre.

### Squadre partecipanti
| Pr. | Squadra             | Data di qualificazione certa | Partecipante in quanto           |
| --- | ------------------- | ---------------------------- | -------------------------------- |
| 1   | Giordania           | 22 giugno 2012               | 1ª classificata Gruppo D         |
| 2   | Uzbekistan          | 24 giugno 2012               | 2ª classificata Gruppo D         |
| 3   | Arabia Saudita      | 28 giugno 2012               | 1ª classificata Gruppo B         |
| 4   | Siria               | 28 giugno 2012               | 2ª classificata Gruppo B         |
| 5   | Corea del Nord      | 30 giugno 2012               | 1ª classificata Gruppo F         |
| 6   | Cina                | 30 giugno 2012               | 2ª classificata Gruppo F         |
| 7   | Corea del Sud       | 30 giugno 2012               | 1ª classificata Gruppo G         |
| 8   | Birmania            | 30 giugno 2012               | 2ª classificata Gruppo G         |
| 9   | Iran                | 1º luglio 2012               | 1ª classificata Gruppo C         |
| 10  | Kuwait              | 1º luglio 2012               | 2ª classificata Gruppo C         |
| 11  | Iraq                | 3 luglio 2012                | 1ª classificata Gruppo A         |
| 12  | Emirati Arabi Uniti | 3 luglio 2012                | 2ª classificata Gruppo A         |
| 13  | Giappone            | 12 luglio 2012               | 1ª classificata Gruppo E         |
| 14  | Australia           | 12 luglio 2012               | 2ª classificata Gruppo E         |
| 15  | Oman                | 12 luglio 2012               | Paese organizzatore              |
| 16  | Yemen               | 18 luglio 2012               | Seconda migliore 3ª classificata |

## Stadi
| Mascate                                               | Mascate                                               | Seeb                          |
| Stadio della Polizia Reale dell'Oman Capacità: 14.000 | Complesso sportivo del Sultano Qabus Capacità: 34.000 | Seeb Stadium Capacità: 15.000 |
|                                                       |                                                       |                               |

## Prima fase

### Gruppo A
| Pos. | Squadra       | Pt | G | V | N | P | GF | GS | DR  |
| ---- | ------------- | -- | - | - | - | - | -- | -- | --- |
| 1.   | Giordania     | 7  | 3 | 2 | 1 | 0 | 8  | 2  | +6  |
| 2.   | Corea del Sud | 7  | 3 | 2 | 1 | 0 | 6  | 1  | +5  |
| 3.   | Oman          | 3  | 3 | 1 | 0 | 2 | 4  | 3  | +1  |
| 4.   | Birmania      | 0  | 3 | 0 | 0 | 3 | 1  | 13 | -12 |

| Arbitro: | Mohd Amirul Izwan Bin Yaacob |

|                   |           |                          |
| Lim Chang-Woo 43’ | Marcatori | 31’ (aut.) Lim Chang-Woo |

| Arbitro: | Jumpei Iida |

|                                             |           |  |
| Saleh 28’ Al Hasani 62’ Al Hamhami 73’, 78’ | Marcatori |  |

| Arbitro: | Mohanad Qasim Eesee Sarray |

|  |           |                                                      |
|  | Marcatori | 32’ Baek Sung-Dong 61’ Yun Il-Lok 78’ Moon Chang-Jin |

| Arbitro: | Liu Kwok Man |

|             |           |  |
| Qwaider 59’ | Marcatori |  |

| Arbitro: | Ma Ning |

|  |           |                                   |
|  | Marcatori | 62’ Kim Kyung-jung 80’ Yun Il-Lok |

| Arbitro: | Fahad Al-Mirdasi |

|                                                          |           |                     |
| Al-Dardour 29’, 37’, 79’ Za'tara 53’ Khadr 83’ Samir 90’ | Marcatori | 27’ Maung Maung Soe |

### Gruppo B
| Pos. | Squadra             | Pt | G | V | N | P | GF | GS | DR |
| ---- | ------------------- | -- | - | - | - | - | -- | -- | -- |
| 1.   | Siria               | 7  | 3 | 2 | 1 | 0 | 3  | 1  | +2 |
| 2.   | Emirati Arabi Uniti | 5  | 3 | 1 | 2 | 0 | 2  | 1  | +1 |
| 3.   | Corea del Nord      | 4  | 3 | 1 | 1 | 1 | 3  | 2  | +1 |
| 4.   | Yemen               | 0  | 3 | 0 | 0 | 2 | 1  | 4  | -3 |

| Arbitro: | Muhammad Taqi Aljaafari Bin Jahari |

|                                      |           |           |
| Jo Kwang 4’, 56’ Pak Kwang-Ryong 40’ | Marcatori | 23’ Sadam |

| Arbitro: | Yaqoob Said Abdullah Abdul Baqi |

|          |           |           |
| Saif 38’ | Marcatori | 35’ Hamid |

| Arbitro: | Hettikamkanamge Perera |

|                |           |  |
| Al Nakdali 58’ | Marcatori |  |

| Arbitro: | Fahad Al Mirdasi |

|  |           |          |
|  | Marcatori | 6’ Saeed |

| Seeb 15 gennaio 2014, ore 17:00 UTC+4 | Corea del Nord | 0 – 0 referto | Emirati Arabi Uniti | Seeb Stadium (203 spett.)\| Arbitro: \| Jumpei Iida \| |
| Arbitro:                              | Jumpei Iida    |               |                     |                                                        |

| Arbitro: | Mohanad Qasim Eesee Sarray |

|                |           |  |
| Al Nakdali 26’ | Marcatori |  |

### Gruppo C
| Pos. | Squadra   | Pt | G | V | N | P | GF | GS | DR |
| ---- | --------- | -- | - | - | - | - | -- | -- | -- |
| 1.   | Australia | 6  | 3 | 2 | 0 | 1 | 2  | 4  | -2 |
| 2.   | Giappone  | 5  | 3 | 1 | 2 | 0 | 7  | 3  | +4 |
| 3.   | Iran      | 4  | 3 | 1 | 1 | 1 | 6  | 5  | +1 |
| 4.   | Kuwait    | 1  | 3 | 0 | 1 | 2 | 1  | 4  | -3 |

| Arbitro: | Ma Ning |

|           |           |  |
| Kitto 70’ | Marcatori |  |

| Arbitro: | Fahad Al Marri |

|                                    |           |                                  |
| Harakawa 9’ Asano 30’ Nakajima 66’ | Marcatori | 7’ Barzai 49’ (rig.), 55’ Rezaei |

| Arbitro: | Kim Jong-Hyeok |

|  |           |              |
|  | Marcatori | 56’ Skapetis |

| Mascate 14 gennaio 2014, ore 20:00 UTC+4 | Kuwait                              | 0 – 0 referto | Giappone | Stadio della Polizia Reale dell'Oman (113 spett.)\| Arbitro: \| Muhammad Taqi Al-Jaafari Bin Jahari \| |
| Arbitro:                                 | Muhammad Taqi Al-Jaafari Bin Jahari |               |          | |

| Arbitro: | Mohammed Abdullah Hassan Mohamed |

|  |           |                                                      |
|  | Marcatori | 18’, 48’ (rig.) Nakajima 24’ Yajima 45’ (aut.) Brown |

| Arbitro: | Liu Kwok Man |

|                      |           |                |
| Rezaei 63’, 67’, 81’ | Marcatori | 90+5’ Al-Enezi |

### Gruppo D
| Pos. | Squadra        | Pt | G | V | N | P | GF | GS | DR |
| ---- | -------------- | -- | - | - | - | - | -- | -- | -- |
| 1.   | Iraq           | 9  | 3 | 3 | 0 | 0 | 6  | 2  | +4 |
| 2.   | Arabia Saudita | 6  | 3 | 2 | 0 | 1 | 4  | 4  | 0  |
| 3.   | Uzbekistan     | 3  | 3 | 1 | 0 | 2 | 3  | 4  | -1 |
| 4.   | Cina           | 0  | 3 | 0 | 0 | 3 | 2  | 5  | -3 |

| Arbitro: | Kim Jong-Hyeok |

|                             |           |                    |
| Krimets 90+2’ Sergeev 90+4’ | Marcatori | 35’ Yang Chaosheng |

| Arbitro: | Mohammed Abdullah Hassan Mohamed |

|              |           |                            |
| Majrashi 89’ | Marcatori | 36’ Ismail 50’, 69’ Marwan |

| Arbitro: | Mohd Amirul Izwan bin Yaacob |

|                       |           |                |
| Marwan 10’ Nadhim 38’ | Marcatori | 64’ Iskandarov |

| Arbitro: | Fahad Al-Marri |

|                |           |                              |
| Luo Senwen 57’ | Marcatori | 47’ Asiri 77’ (rig.) Hawsawi |

| Arbitro: | Muhammad Taqi Al-Jaafari |

|               |           |  |
| Al-Sudani 60’ | Marcatori |  |

| Arbitro: | Hettikamkanamge Perera |

|  |           |                   |
|  | Marcatori | 14’ (rig.) Marwan |

## Fase a eliminazione diretta
|  | Quarti di finale    | Quarti di finale |                 |               | Semifinali                | Semifinali                |  |  | Finale          | Finale |
|  |                     |                  |                 |               |                           |                           |  |  |                 |        |
|  | 19 gennaio 2014     |                  |                 |               |                           |                           |  |  |                 |        |
|  |                     |                  |                 |               |                           |                           |  |  |                 |        |
|  | Giordania           | 1                |                 |               |                           |                           |  |  |                 |        |
|  | Giordania           | 1                | 23 gennaio 2014 |               |                           |                           |  |  |                 |        |
|  | Emirati Arabi Uniti | 0                |                 |               |                           |                           |  |  |                 |        |
|  | Emirati Arabi Uniti | 0                | Giordania       | 1             |                           |                           |  |  |                 |        |
|  | 20 gennaio 2014     |                  | Giordania       | 1             |                           |                           |  |  |                 |        |
|  |                     | Arabia Saudita   | 3               |               |                           |                           |  |  |                 |        |
|  | Australia           | Arabia Saudita   | 3               | 1             |                           |                           |  |  |                 |        |
|  | Australia           |                  | 26 gennaio 2014 | 1             |                           |                           |  |  |                 |        |
|  | Arabia Saudita      | 2                |                 |               |                           |                           |  |  |                 |        |
|  | Arabia Saudita      | 2                | Arabia Saudita  | 0             |                           |                           |  |  |                 |        |
|  | 19 gennaio 2014     |                  | Arabia Saudita  | 0             |                           |                           |  |  |                 |        |
|  |                     | Iraq             | 1               |               |                           |                           |  |  |                 |        |
|  | Siria               | Iraq             | 1               | 1             |                           |                           |  |  |                 |        |
|  | Siria               | 23 gennaio 2014  |                 | 1             |                           |                           |  |  |                 |        |
|  | Corea del Sud       | 2                |                 |               |                           |                           |  |  |                 |        |
|  | Corea del Sud       | 2                | Corea del Sud   | 0             | Finale per il terzo posto | Finale per il terzo posto |  |  |                 |        |
|  | 20 gennaio 2014     |                  | Corea del Sud   | 0             | Finale per il terzo posto | Finale per il terzo posto |  |  |                 |        |
|  |                     | Iraq             | 1               |               |                           |                           |  |  |                 |        |
|  | Iraq                | Iraq             | 1               | 1             | Giordania (dtr)           | 0 (3)                     |  |  |                 |        |
|  | Iraq                |                  |                 | 1             | Giordania (dtr)           | 0 (3)                     |  |  |                 |        |
|  | Giappone            | 0                |                 | Corea del Sud | 0 (2)                     |                           |  |  |                 |        |
|  | Giappone            | 0                |                 |               | 0 (2)                     |                           |  |  |                 |        |
|  |                     |                  |                 |               |                           |                           |  |  | 25 gennaio 2014 |        |
|  |                     |                  |                 |               |                           |                           |  |  |                 |        |

### Quarti di finale
| Arbitro: | Hettikamkanamge Perera |

|                 |           |                                   |
| Mardikian 90+5’ | Marcatori | 3’ Baek Sung-Dong 11’ Hwang Ui-Jo |

| Arbitro: | Kim Jong-Hyeok |

|             |           |  |
| Daldoum 84’ | Marcatori |  |

| Arbitro: | Jumpei Iida |

|                     |           |                        |
| Skapetis 77’ (rig.) | Marcatori | 58’ Asiri 62’ Al-Ammar |

| Arbitro: | Mohd Amirul Izwan Bin Yaacob |

|           |           |  |
| Kalaf 84’ | Marcatori |  |

### Semifinali
| Arbitro: | Muhammad Taqi Al-Jaafari Bin Jahari |

|  |           |            |
|  | Marcatori | 74’ Nadhim |

| Arbitro: | Fahad Al-Marri |

|                |           |                                              |
| Al-Dardour 34’ | Marcatori | 29’ Al-Ammar 65’ Majrashi 90+2’ (rig.) Asiri |

### Finale 3º posto
| Arbitro: | Yaqoob Said Abdullah Abdul Baqi |

|                                           |                      |                                                                      |
| Al-Dardour Zahran Al-Khawaldeh Abu Amarah | Tiri di rigore 3 – 2 | Baek Sung-Dong Moon Chang-Jin Nam Seung-Woo Lim Chang-Woo Yun Il-Lok |

### Finalissima
| Arbitro: | Mohammed Abdulla Hassan Mohamed |

|  |           |                  |
|  | Marcatori | 33’ Abdul-Raheem |